# Patagopipa corsolinii
Patagopipa corsolinii — викопний вид жаб, що існував в еоцені в Південній Америці.

## Скам'янілості
Викопні рештки жаби знайдено у відкладеннях формації Уїтрера в провінції Ріо-Негро на півдні Аргентини. Майже повний скелет зберігся на монолітному шматку каменя. Голотип складається з частково розплющеного черепа, неповного хребетного стовпа та повного набору кісток правих передньої та задньої кінцівок. Ліва передня кінцівка погано збережена, а з лівої задньої кінцівки зберігся лише проксимальний кінець стегнової кістки.

## Таксономія
Вид є сестринським таксоном до коронної групи піпових (Pipidae).